# Pavel Mif
Pavel Mif, pseudonimo di Michail Aleksandrovič Fortus (in russo Павел Миф, Михаил Александрович Фортус?; Bol'šaja Alekseevka, 3 agosto 1901 – Mosca, 10 settembre 1939), è stato un rivoluzionario, storico ed economista sovietico, professore e rettore dell'Università Sun Yat-sen di Mosca e partecipante russo-ucraino sovietico alla rivoluzione cinese.

## Biografia
Nato nel governatorato di Cherson, Mif fu membro del Partito Operaio Socialdemocratico Russo (padre del futuro Partito Comunista dell'Unione Sovietica) dal maggio 1917 e combatté nella guerra civile russa dal 1917 al 1920. Tra il 1920 e il 1921 studiò presso l'Università Comunista Sverdlov e fu membro della Segreteria per l'Estremo Oriente dell'Internazionale Comunista (Comintern). Nel 1925 fu nominato vice-rettore dell'Università Sun Yat-sen di Mosca, istituzione che avrebbe retto tra il 1927 e il 1929. In questi anni creò l'Istituto di Ricerca Scientifica della Cina. Tra il 1928 e il 1935 fu vicedirettore del Segretariato del Comitato esecutivo dell'Internazionale Comunista per l'Oriente e tra il 1930 e il 1931 direttore del Dipartimento per l'Estremo oriente. Partecipò al quinto (1927) e al sesto (1928) Congresso del Partito Comunista Cinese. Tra il 1935 e il 1937 fu consigliere politico di Georgi Dimitrov per la Cina. Nel 1935 ottenne il Doktor nauk.
Nel 1936 fu nominato rettore dell'Università Comunista Orientale. Da gennaio fu direttore dell'Istituto di ricerca sovietico per lo studio dei problemi nazionali e coloniali.
Mif fu arrestato l'11 dicembre 1937. Il 28 luglio 1938 il Collegio militare della Corte suprema dell'Unione Sovietica lo condannò a morte tramite fucilazione. Fu riabilitato con decisione dello stesso Collegio militare il 29 febbraio 1956.

## Opere
- Le lezioni degli avvenimenti di Shanghai, 1926
- Il carattere e le forze motrici della rivoluzione cinese, 1927
- Il Partito Comunista Cinese nei giorni critici, 1928
- I problemi in contenzioso della rivoluzione cinese, 1928
- Il Comintern e la questione coloniale, 1929
- Il movimento sovietico in Cina e il compito del Partito Comunista, 1930
- L'ascesa del movimento rivoluzionario nelle colonie, 1930
- La rivoluzione cinese, 1932
- La fase moderna della lotta rivoluzionaria nell'Est coloniale, 1934
- Quindici anni di lotta eroica: Verso il 15º anniversario del Partito Comunista Cinese (luglio 1921-luglio 1936), 1936
- Cosa succede in Cina?, 1937